# Černínská
Černínská ulice na Hradčanech v Praze spojuje Loretánské náměstí se schody vedoucímí do ulic Jelení a Keplerova. Dominantou ulice je Černínský palác, rozlohou porovnatelný s Veletržním palácem nebo Národním muzeem.

## Budovy, firmy a instituce
- Černínský palác - Černínská 5[2]
- Černínská zahrada[3]
- Dům Josefa Lumbeho se zahradou
- Dům U Raka